# Oscar Piastri
Oscar Jack Piastri (Melbourne, 6 april 2001) is een Australische autocoureur. In 2019 werd hij kampioen in de Eurocup Formule Renault 2.0. Vanaf 2020 maakt hij deel uit van de Renault Sport Academy. Dat jaar werd hij tevens kampioen in het FIA Formule 3-kampioenschap. In 2021 werd hij kampioen in de Formule 2. Sinds 2023 komt Piastri uit voor het team van McLaren in de Formule 1. In juli 2025 leidt hij in het wereldkampioenschap Formule 1.

## Carrière

### Karting
Piastri begon zijn autosportcarrière in het karting in 2011, wat hij vanaf 2014 professioneel oppikte. Hij won diverse titels in zijn thuisland Australië. In 2015 maakte hij de overstap naar Europa en nam hij deel aan een aantal door de FIA georganiseerde kartkampioenschappen. In 2016 behaalde hij hier zijn beste resultaat met een zesde plaats in het wereldkampioenschap.

### Formulewagens

#### Formule 4
Aan het einde van 2016 maakte Piastri zijn debuut in de autosport in het Verenigde Arabische Emiraten Formule 4-kampioenschap bij het team Dragon F4. Hij nam deel aan drie van de vijf raceweekenden en behaalde op het Yas Marina Circuit twee podiumplaatsen. Met 94 punten werd hij zesde in de eindstand.
In 2017 maakte Piastri zijn fulltime Formule 4-debuut in het Britse Formule 4-kampioenschap bij het TRS Arden Junior Team. Hij behaalde zes overwinningen op Oulton Park, het Snetterton Motor Racing Circuit (tweemaal), het Knockhill Racing Circuit (tweemaal) en Silverstone en stond in negen andere races op het podium. Met 376,5 punten eindigde hij achter Jamie Caroline als tweede in het klassement.

#### Formule Renault
In 2018 stapte Piastri over naar de Eurocup Formule Renault 2.0, waarin hij zijn samenwerking met Arden voortzette. Hij behaalde een podiumplaats op Spa-Francorchamps en voegde hier op de Hockenheimring nog twee podiumfinishes aan toe. Met 110 punten werd hij achtste in de eindstand.
In 2019 bleef Piastri rijden in de Eurocup, maar stapte hij over naar het team R-ace GP. In het tweede raceweekend op Silverstone behaalde hij zijn eerste twee overwinningen in de klasse. Daarnaast behaalde hij zeges op Spa-Francorchamps, de Nürburgring (tweemaal), de Hungaroring en het Yas Marina Circuit. Met 320 punten werd hij kampioen in de klasse, waarmee hij slechts 7,5 punten voorsprong had op de nummer twee Victor Martins.

#### Formule 3
In 2020 werd Piastri, als beloning voor zijn titel in de Eurocup, opgenomen in de Renault Sport Academy, het opleidingsprogramma van het Formule 1-team van Renault. Daarnaast maakte hij dat jaar zijn Formule 3-debuut in het FIA Formule 3-kampioenschap, waarin hij uitkwam voor het team Prema Racing. Hij won de seizoensopener op de Red Bull Ring en op het Circuit de Barcelona-Catalunya. Met vier andere podiumplaatsen en 164 punten werd hij tijdens de seizoensfinale op het Circuit Mugello gekroond tot kampioen in de klasse, nadat zijn laatste concurrenten Logan Sargeant en Théo Pourchaire niet genoeg punten verzamelden om hem in te kunnen halen.

#### Formule 2
In 2021 stapte Piastri over naar de Formule 2, waarin hij zijn samenwerking met Prema voortzette. Al in het eerste raceweekend op het Bahrain International Circuit behaalde hij zijn eerste zege. In de laatste vijf weekenden behaalde hij vijf polepositions op rij en won hij vijf races op het Autodromo Nazionale Monza, het Sochi Autodrom, het Jeddah Corniche Circuit (tweemaal) en het Yas Marina Circuit. In de rest van het seizoen stond hij nog vijf keer op het podium. Op Yas Marina werd hij gekroond tot kampioen met 252,5 punten. Hiermee was hij de derde rookie in vijf jaar die Formule 2-kampioen werd; voor hem presteerden Charles Leclerc en George Russell dit ook. Hij heeft voor deze prestatie de prijs Rookie of the year 2021 gekregen.

#### Formule 1

##### 2022
Piastri greep in 2022 naast een vast zitje in de Formule 1. Wel kwam hij dat jaar uit als reservecoureur van het Alpine F1 Team.

##### 2023
Op 2 september 2022 werd bekendgemaakt dat Piastri vanaf het seizoen 2023 voor het McLaren-team zal rijden.
Op 7 oktober 2023 won hij de Sprint in de GP van Qatar. Een dag later, op 8 oktober, behaalde hij de tweede plaats tijdens de Grand Prix.

##### 2024
In 2024 wist Piastri zijn eerste Grand Prix-overwinning te halen in Hongarije. Hij behaalde ook de winst in de GP van Azerbeidzjan.

## Carrière-overzicht

### Resultaten
| Jaar    | Race klasse             | Team                  | Races | Overwinningen | Poles | Snelste ronde | Podiums | Punten | kampioenschap |
| ------- | ----------------------- | --------------------- | ----- | ------------- | ----- | ------------- | ------- | ------ | ------------- |
| 2016–17 | Formule 4 VAE           | Dragon F4             | 11    | 0             | 0     | 0             | 2       | 94     | 6             |
| 2017    | Formule 4 VK            | TRS Arden Junior Team | 30    | 6             | 6     | 5             | 13      | 376.5  | 2             |
| 2017    | Formule Renault NEC     | Arden Motorsport      | 2     | 0             | 0     | 0             | 0       | 26     | 21            |
| 2018    | Formula Renault Eurocup | Arden Motorsport      | 20    | 0             | 0     | 0             | 3       | 110    | 8             |
| 2018    | Formule Renault NEC     | Arden Motorsport      | 8     | 0             | 0     | 0             | 0       | 0      | -             |
| 2019    | Formule Renault Eurocup | R-ace GP              | 19    | 7             | 5     | 6             | 11      | 320    | 1             |
| 2020    | Formule 3               | Prema Racing          | 18    | 2             | 0     | 4             | 6       | 164    | 1             |
| 2021    | Formule 2               | Prema Racing          | 23    | 6             | 5     | 6             | 11      | 252.5  | 1             |

## Formule 1-carrière

### Team
| Jaar/Jaren   | Team    |
| ------------ | ------- |
| 2023 – heden | McLaren |

### Statistiek
Onderstaande tabel is bijgewerkt tot en met de Grand Prix van Hongarije 2025.
|                       | 2023 | 2024 | 2025 * | Totaal         |
| --------------------- | ---- | ---- | ------ | -------------- |
| Aantal races          | 22   | 24   | 13 *   | 59 (59 starts) |
| Aantal zeges          | 0    | 2    | 6 *    | 8              |
| Aantal pole-positions | 0    | 0    | 4 *    | 4              |
| Aantal snelste rondes | 2    | 1    | 4 *    | 7              |
| Aantal podiumplaatsen | 2    | 8    | 11 *   | 21             |
| Aantal WK-punten      | 97   | 292  | 266 *  | 655            |
| Eindstand WK          | 9    | 4    | 1 *    |                |

* Seizoen loopt nog.

### Formule 1-resultaten
| Kleur  | Resultaat                       |
| ------ | ------------------------------- |
| Goud   | Winnaar                         |
| Zilver | Tweede plaats                   |
| Brons  | Derde plaats                    |
| Groen  | Gefinisht (punten behaald)      |
| Blauw  | Gefinisht (geen punten behaald) |
| Blauw  | Niet geklasseerd (NC)           |
| Paars  | Uitgevallen (DNF)               |
| Rood   | Niet gekwalificeerd (DNQ)       |

| Kleur   | Resultaat                              |
| ------- | -------------------------------------- |
| Zwart   | Gediskwalificeerd (DSQ)                |
| Wit     | Niet gestart (DNS)                     |
| Blanco  | Gewond (INJ)                           |
| Blanco  | Uitgesloten (EX)                       |
| Blanco  | Teruggetrokken (WD) / Niet deelgenomen |
| 1, 2, 3 | Sprint positie (punten behaald)        |
| P       | Poleposition                           |
| S       | Snelste ronde                          |

| Jaar  | Inschrijving | Chassis       | Motor                            | 1       | 2       | 3     | 4       | 5      | 6        | 7      | 8      | 9       | 10    | 11     | 12       | 13     | 14      | 15    | 16    | 17     | 18      | 19    | 20     | 21      | 22    | 23     | 24     | Pos. | Punten |
| ----- | ------------ | ------------- | -------------------------------- | ------- | ------- | ----- | ------- | ------ | -------- | ------ | ------ | ------- | ----- | ------ | -------- | ------ | ------- | ----- | ----- | ------ | ------- | ----- | ------ | ------- | ----- | ------ | ------ | ---- | ------ |
| 2023  | McLaren      | McLaren MCL60 | Mercedes F1 M14 E Performance V6 | BHR DNF | SAR 15  | AUS 8 | AZE 11  | MIA 19 | MON 10   | SPA 13 | CAN 11 | OOS 16  | GBR 4 | HON 5  | BEL 2DNF | NED 9  | ITA 12S | SIN 7 | JPN 3 | QAT 12 | VST DNF | MXS 8 | SAP 14 | LSV 10S | ABU 6 |        |        | 9    | 97     |
| 2024  | McLaren      | McLaren MCL38 | Mercedes F1 M15 E Performance V6 | BHR 8   | SAR 4   | AUS 4 | JPN 8   | CHN 78 | MIA 613S | EMI 4  | MON 2  | CAN 5   | SPA 7 | OOS 2  | GBR 4    | HON 1  | BEL 2   | NED 4 | ITA 2 | AZE 1  | SIN 3   | VST 5 | MXS 8  | SAP 28  | LSV 7 | QAT 13 | ABU 10 | 4    | 292    |
| 2025* | McLaren      | McLaren MCL39 | Mercedes F1 M16 E Performance V6 | AUS 9   | CHN 21P | JPN 3 | BHR 1PS | SAR 1  | MIA 21   | EMI 3P | MON 3  | SPA 1PS | CAN 4 | OOS 2S | GBR 2S   | BEL 21 | HON 2   | NED 0 | ITA 0 | AZE 0  | SIN 0   | VST 0 | MXS 0  | SAP 0   | LSV 0 | QAT 0  | ABU 0  | 1*   | 266*   |

- * Seizoen loopt nog.

### Overwinningen
| Nr. | Grand Prix                        | Constructeur     |
| --- | --------------------------------- | ---------------- |
| 1   | Grand Prix van Hongarije 2024     | McLaren-Mercedes |
| 2   | Grand Prix van Azerbeidzjan 2024  | McLaren-Mercedes |
| 3   | Grand Prix van China 2025         | McLaren-Mercedes |
| 4   | Grand Prix van Bahrein 2025       | McLaren-Mercedes |
| 5   | Grand Prix van Saoedi-Arabië 2025 | McLaren-Mercedes |
| 6   | Grand Prix van Miami 2025         | McLaren-Mercedes |
| 7   | Grand Prix van Spanje 2025        | McLaren-Mercedes |
| 8   | Grand Prix van België 2025        | McLaren-Mercedes |

### Sprintoverwinningen
| Nr. | Grand Prix                | Constructeur     |
| --- | ------------------------- | ---------------- |
| 1   | Grand Prix van Qatar 2023 | McLaren-Mercedes |
| 2   | Grand Prix van Qatar 2024 | McLaren-Mercedes |